# Piptochaetium virescens
Piptochaetium virescens är en gräsart som först beskrevs av Humb., Bonpl. och Carl Sigismund Kunth, och fick sitt nu gällande namn av Parodi. Piptochaetium virescens ingår i släktet Piptochaetium och familjen gräs. Inga underarter finns listade i Catalogue of Life.